# Park Woo-Hyeok
Park Woo-Hyeok (en coreano: 박우혁; 29 de abril de 2000) es un deportista surcoreano que compite en taekwondo.
Ganó dos medallas en el Campeonato Mundial de Taekwondo, bronce en 2019 y oro en 2022, y dos medallas en el Campeonato Asiático de Taekwondo, bronce en 2021 y plata en 2024. En los Juegos Asiáticos de 2022 consiguió dos medallas.

## Palmarés internacional
| Campeonato Mundial  | Campeonato Mundial       | Campeonato Mundial | Campeonato Mundial |
| Año                 | Lugar                    | Medalla            | Categoría          |
| ------------------- | ------------------------ | ------------------ | ------------------ |
| 2019                | Mánchester (Reino Unido) | Medalla de bronce  | –80 kg             |
| 2022                | Guadalajara (México)     | Medalla de oro     | –80 kg             |
| Juegos Asiáticos    |                          |                    |                    |
| Año                 | Lugar                    | Medalla            | Categoría          |
| 2022                | Hangzhou (China)         | Medalla de oro     | –80 kg             |
| 2022                | Hangzhou (China)         | Medalla de plata   | Equipo mixto       |
| Campeonato Asiático |                          |                    |                    |
| Año                 | Lugar                    | Medalla            | Categoría          |
| 2021                | Beirut (Líbano)          | Medalla de bronce  | –80 kg             |
| 2024                | Đà Nẵng (Vietnam)        | Medalla de plata   | +87 kg             |